# 란트스타트

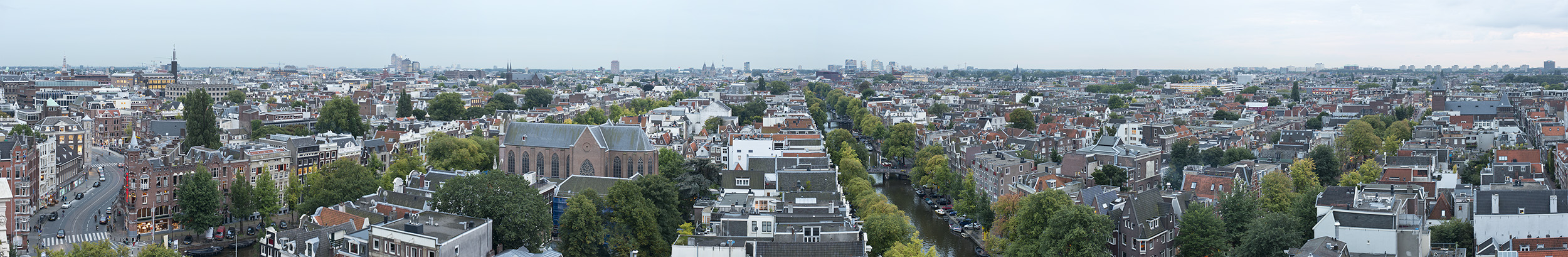

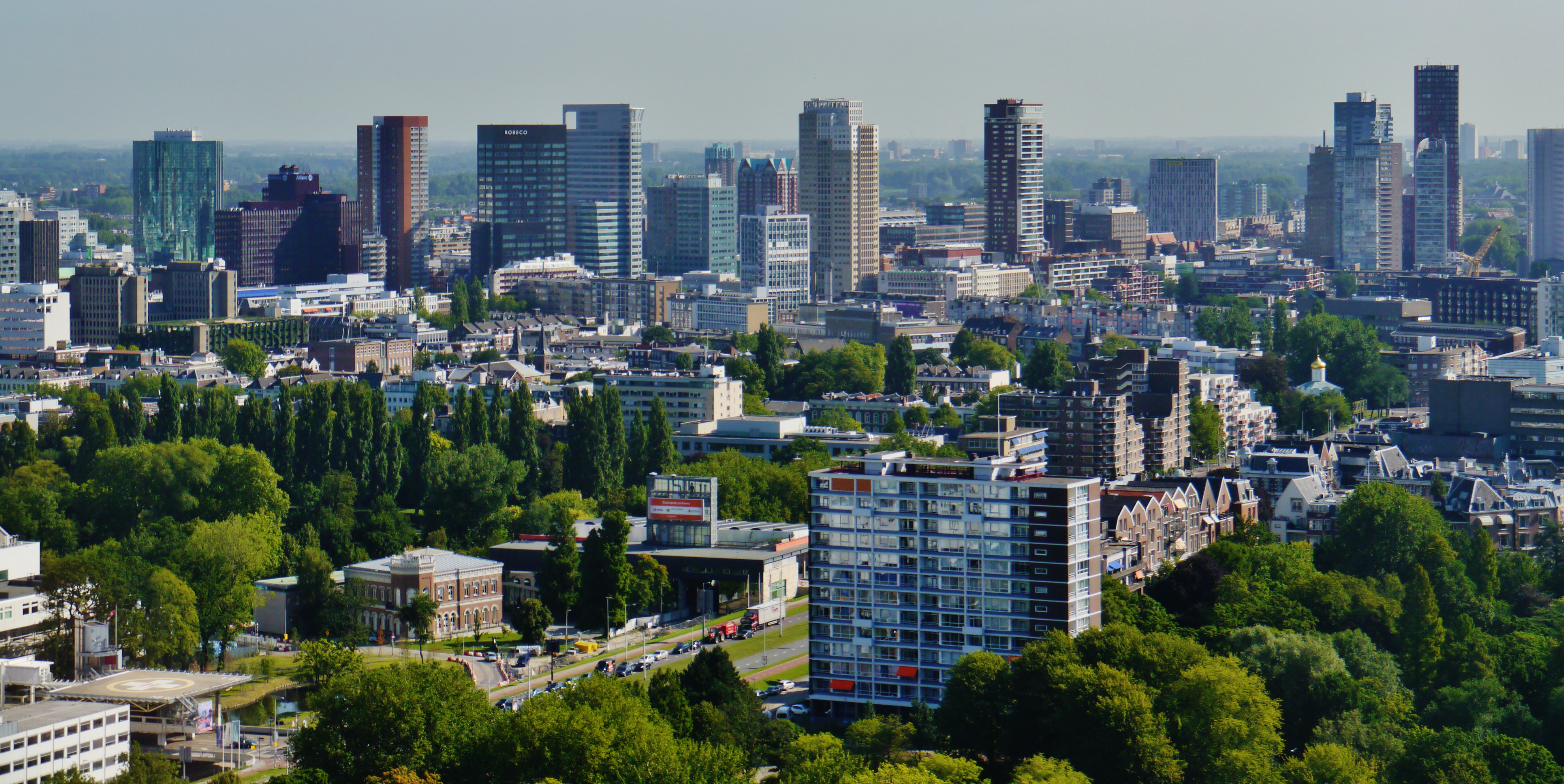

란트스타트(Randstad)는 네덜란드 중서부에 위치한 초승달 모양의 연담도시이다. 주로 4개의 최대 네덜란드 도시(암스테르담, 로테르담, 헤이그, 위트레흐트)로 구성된다.
란트스타트의 주요 도시들로는 알메러, 암스테르담, 델프트, 도르드레흐트, 하를럼, 헤이그, 레이던, 로테르담, 위트레흐트, 주테르메이르가 있다. 그 밖의 마을로는 알크마르, 알펀안덴레인, 암스텔베인, 카펠러안덴에이설, 하우다, 헤이르휘호바르트, 힐베르쉼, 호프도르프, 호른 (네덜란드), 렐리스타트, 니우에헤인, 퓌르메런트, 레이스베이크, 스히담, 스페이케니서, 페이넨달, 플라르딩언, 잔담, 제이스트가 있다.

## 같이 보기
- 세계도시